# Akaigawa
Akaigawa (赤井川村, Akaigawa-mura) és un poble i municipi de la subprefectura de Shiribeshi, a Hokkaido, Japó. Akaigawa forma part del districte de Yoichi.

## Geografia
Administrativament Akaigawa es part de la subprefectura de Shiribeshi i junt amb els municipis de Niki i Yoichi forma part del districte de Yoichi. El poble limita amb els municipis de Sapporo (Minami), Otaru, Kutchan, Yoichi, Niki i Kyōgoku
El poble d'Akaigawa es troba al bell mig d'una caldera volcànica i està envoltat de muntanyes per tots els costats. Al terme municipal d'Akaigawa es troben el mont Yoichi i el mont Ponkuto i passen els rius Yoichi, Shiroigawa i Akaigawa.

## Història
El nom japonés del poble és una traducció del nom en ainu de la zona, Hure-pet, que vol dir "riu roig".

### Cronologia
- 1899: El poble d'Akaigawa s'escindeix del poble d'Ōe, actual vila de Niki.
- 1906: Akaigawa passa a ser un poble de segona classe segons classificació governamental.
- 1991: S'inaugura el resort Kiroro.[3]